# Leptogaster medicesta
Leptogaster medicesta là một loài ruồi trong họ Asilidae. Leptogaster medicesta được Martin miêu tả năm 1964. Loài này phân bố ở vùng nhiệt đới châu Phi.